# Geschäft der laufenden Verwaltung
Ein Geschäft der laufenden Verwaltung ist im deutschen Kommunalrecht die Bezeichnung für eine Routineangelegenheit, die für die betreffende Selbstverwaltungskörperschaft sachlich, politisch und insbesondere finanziell nicht von grundsätzlicher Bedeutung ist und die daher im Regelfall von der Verwaltung nach feststehenden Regeln erledigt werden kann, ohne dass sich ein Kollegialorgan gesondert damit befassen muss. Es handelt sich um einen Sammelbegriff, unter den alle Aufgaben fallen, die nicht gesondert umschrieben und einem bestimmten Organ zugewiesen sind. Auf die kommunalrechtliche Einordnung der Aufgabe kommt es nicht an. Beispiele von der Gemeindeebene sind der Einkauf von Büromaterial und die Vergabe von Turnhallen, aber auch der Erlass von Verwaltungsakten. Der finanzielle Umfang hängt von der Finanzkraft und somit indirekt von der Größe bzw. der Einwohnerzahl der jeweiligen Gebietskörperschaft ab. Regelmäßig wird hierfür eine Wertgrenze festgelegt. Diese liegt bei kleineren Gemeinden im Schnitt bei 10.000 €, bei der niedersächsischen Landeshauptstadt Hannover dagegen beispielsweise bei 125.000 €. Der Rat (in Niedersachsen auch der Verwaltungsausschuss) kann sich allerdings die Beschlussfassung über einzelne Geschäfte vorbehalten, umgekehrt kann in Niedersachsen der Bürgermeister einzelne Vorgänge auch von sich aus dem Verwaltungsausschuss vorlegen. 